# Palaeoctonus
Palaeoctonus es un género extinto de arcosaurio (posiblemente un fitosaurio) conocido solo por dientes aislados. El nombre se deriva del griego (palaios que significa "antiguo", - ktonos que significa "asesino"). Se cree que el género vivió durante el período Triásico Superior.